# Liez (Aisne)
Liez ist eine französische Gemeinde mit 383 Einwohnern (Stand: 1. Januar 2022) im Département Aisne in der Region Hauts-de-France. Sie gehört zum Arrondissement Laon, zum Kanton Tergnier und zum Gemeindeverband Chauny-Tergnier-La Fère. Die Einwohner werden Liezois und Liezoises genannt.

## Geografie
Die Gemeinde Liez liegt am Canal de Saint-Quentin, 20 Kilometer südlich von Saint-Quentin. Nachbargemeinden von Liez sind Remigny im Norden, Travecy im Osten, Tergnier im Süden sowie Mennessis im Westen.

## Bevölkerungsentwicklung
| Jahr                       | 1962 | 1968 | 1975 | 1982 | 1990 | 1999 | 2006 | 2012 | 2022 |
| Einwohner                  | 395  | 398  | 353  | 480  | 492  | 443  | 448  | 421  | 383  |
| Quellen: Cassini und INSEE |      |      |      |      |      |      |      |      |      |

## Sehenswürdigkeiten

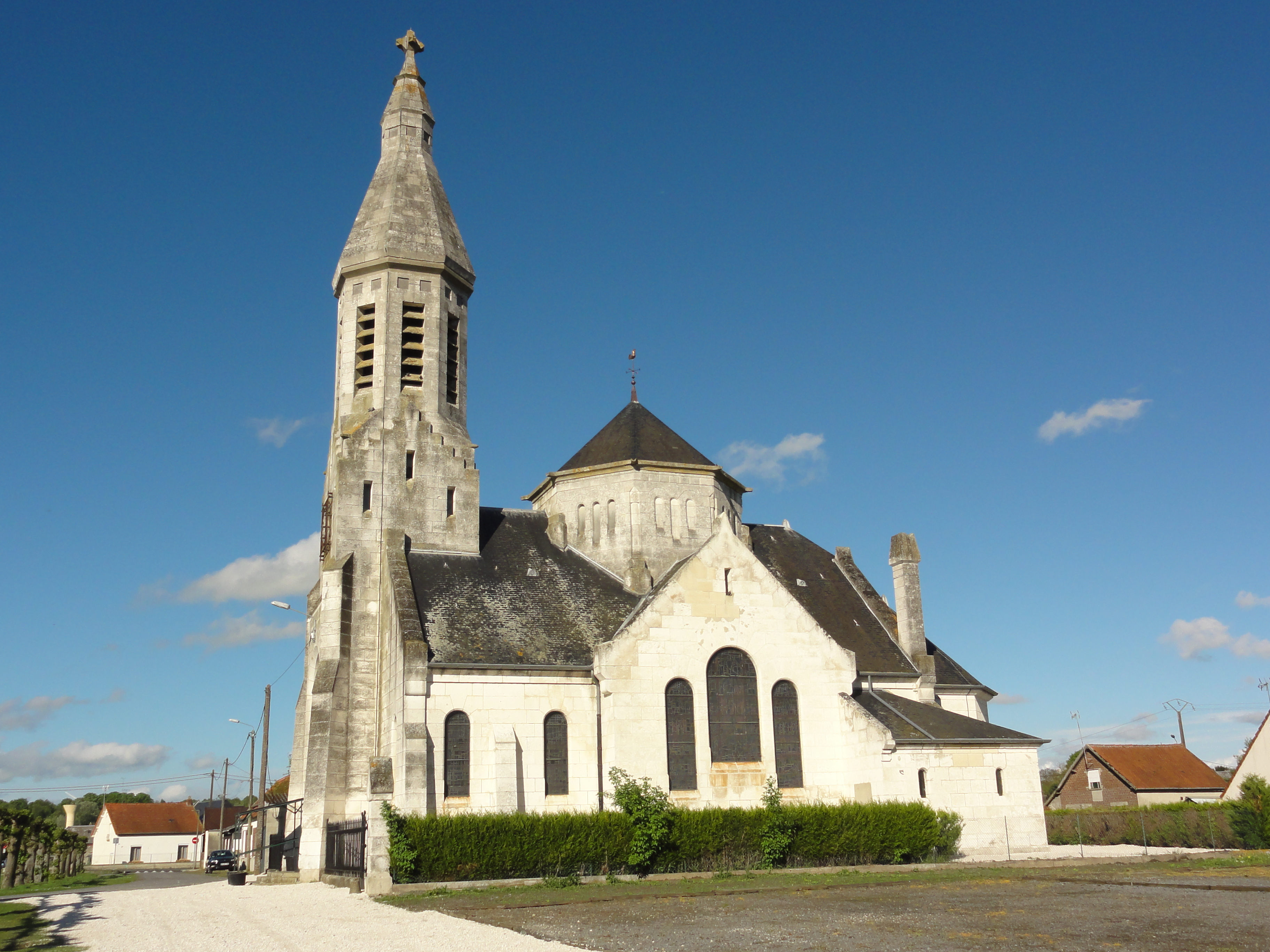
Kirche Saint-Médard
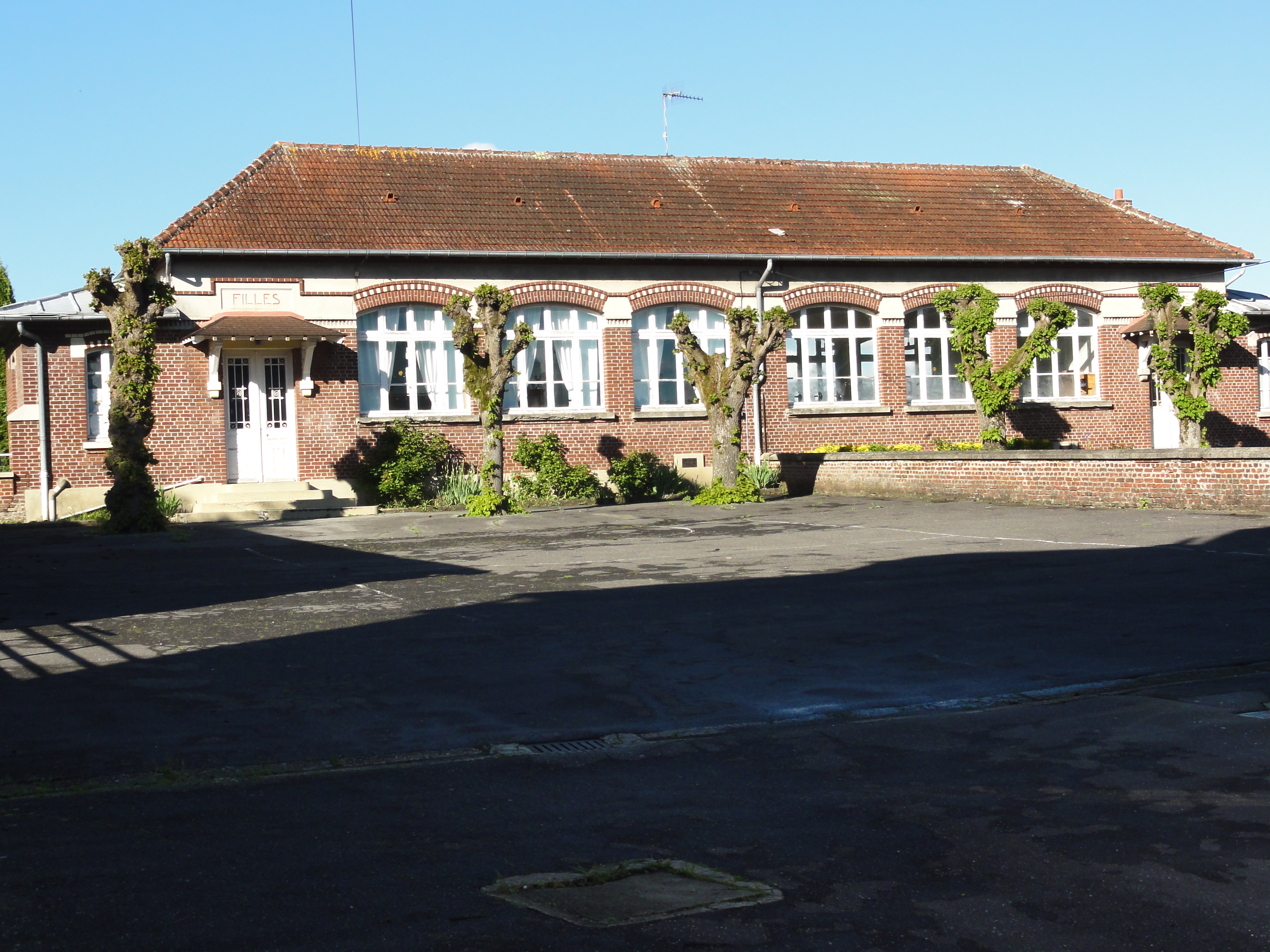
Ehemalige Mädchenschule (links) und Knabenschule (rechts)
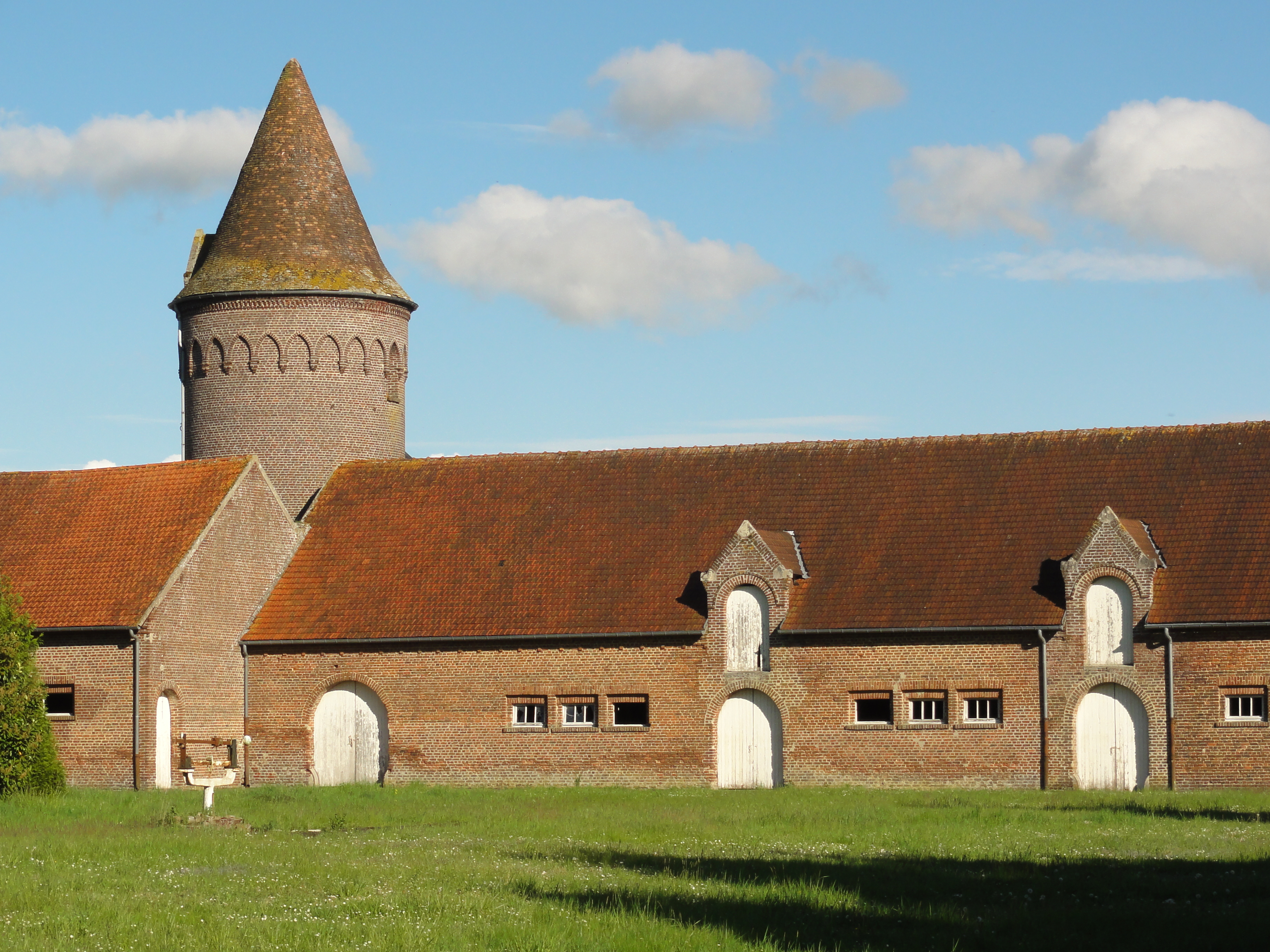
Herrenhaus mit Taubenturm
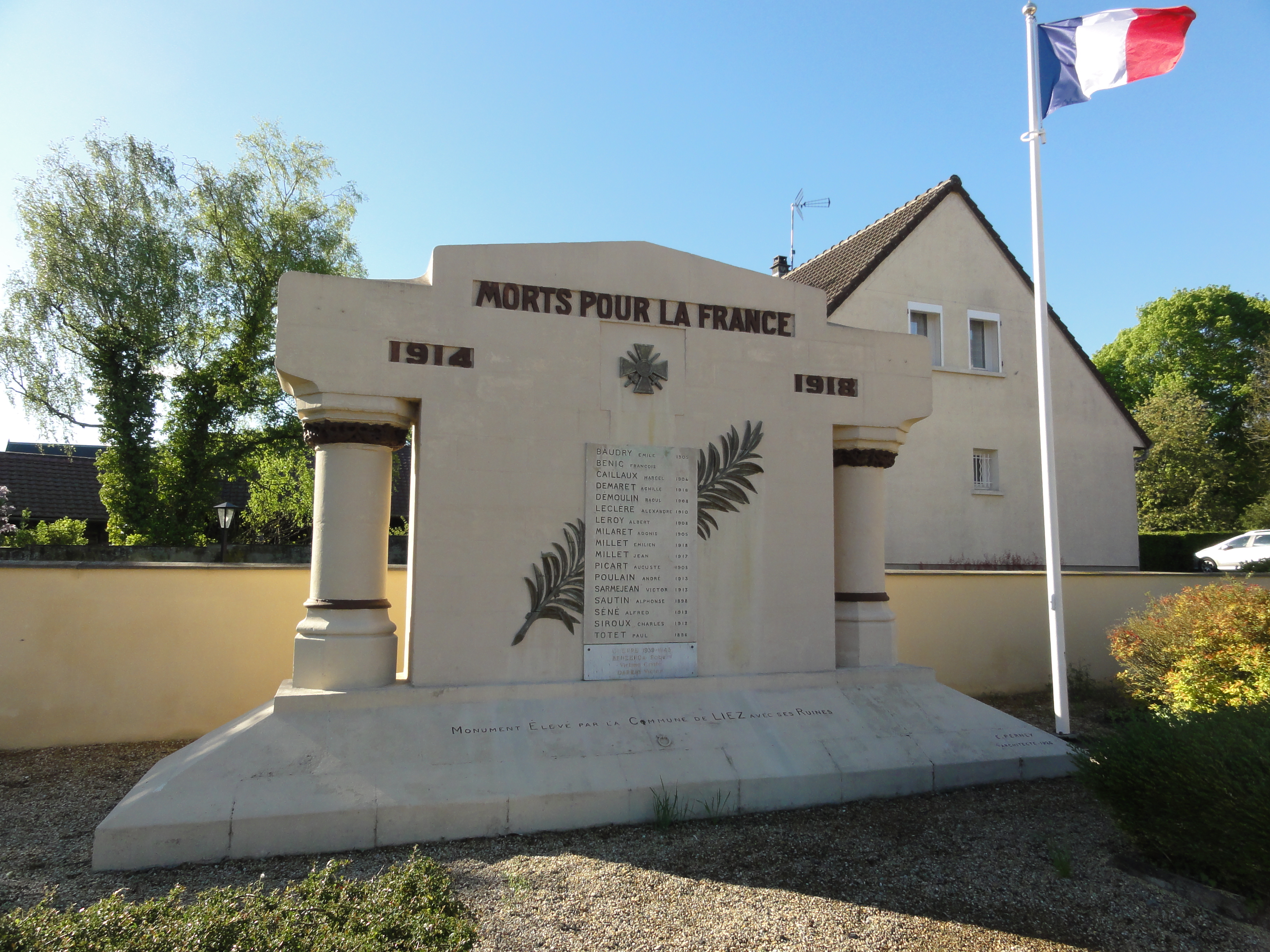
Gefallenendenkmal

- Kirche Saint-Médard
- Ehemalige Mädchenschule (links) und Knabenschule (rechts)
- Herrenhaus mit Taubenturm
- Gefallenendenkmal